# الکساندر کواشنیوسکی
الکساندر کواشنیوسکی (انگلیسی: Aleksander Kwaśniewski؛ زادهٔ ۱۵ نوامبر ۱۹۵۴) یک سیاست‌مدار اهل لهستان است. او ابتدا روزنامه‌نگار بود وی در سال ۱۹۹۵ پس از شکست لخ والسا رئیس‌جمهور لهستان شد و تا ۲۰۰۵ بر این مسند ماند و در آخر قدرت را به لخ کاچینسکی تحویل داد.

## زندگی
کواشنیوسکی در ۱۹۷۹ با جولانتا کُنتی ازدواج کرد حاصل این ازدواج یک دختر به نام الکساندرا (زادهٔ ۱۹۸۱) است. کواشنیوسکی خود را به عنوان یک خداناباور معرفی کرده‌است.